# 基斯·马蒂森
基斯•马蒂森（?—）中将，马里多层面综合稳定特派团维和部队总司令。

## 军事履历[1]
基斯•马蒂森中将接替瑞典的丹尼斯•吉伦斯波雷中将，担任联马团维和部队总司令。
马蒂杰森中将自1982年加入荷兰皇家陆军以来，有着漫长而杰出的职业生涯。
自2019年起担任北大西洋公约组织（北约）盟军联合部队司令部副参谋长之前，曾担任荷兰皇家陆军副司令（2017-2019）。荷兰皇家陆军第11空袭旅（2014-2017年），其中包括作为北约临时非常高的战备联合特遣部队的一年，并担任荷兰王国外交部军事顾问（2013-2014年）以及荷兰皇家陆军参谋部主任（2010-2013年）。
基斯•马蒂森中将具有丰富的国际联合军事行动经验，曾担任多个不同级别单位的主官，如：
部署在阿富汗的国际安全援助部队旅级单位Uruzgan特遣部队指挥官（2008-2009年）。
2004年担任荷兰第13空中突击营指挥官期间，带领全营部署在伊拉克，成为伊拉克联合稳定部队的一部分。
1995年与联合国保护部队（联保部队）一起部署在波斯尼亚和黑塞哥维那斯雷布雷尼察的荷兰营连长。

## 教育经历
基斯•马蒂森中将毕业于荷兰皇家军事学院、荷兰国防学院和美国陆军战争学院。他拥有美国陆军战争学院战略研究硕士学位。除荷兰语外，熟练掌握英语、法语和德语。